# چانگ ایوی-سان

چانگ ایوی سان رئیس هیوندای ضمن بازدید از شرکت بوستون داینامیکس در آمریکا با مدیران این شرکت پیرامون جدیدترین روندهای فناوری رباتیک بحث و تبادل نظر کرد.ایوی سان می گوید قصد دارد بین علوم روباتیک، اتومبیل های خودران، حمل و نقل هوایی شهری و کارخانه های هوشمند هم افزایی ایجاد کند تا خدمات مختلف حمل و نقل را برای هر دو بخش دولتی و خصوصی فراهم نماید.

چانگ ایوی-سان (انگلیسی: Chung Eui-sun؛ زادهٔ ۱۸ اکتبر ۱۹۷۰) کارآفرین و سرمایه‌دار اهل کره جنوبی است، که بعنوان نایب رئیس هیئت مدیره شرکت خودروسازی هیوندای موتور فعالیت می‌کند.